# Alexejew (Familienname)
Alexejew oder Alexejewa (weibliche Form) ist ein russischer Familienname.

## Namensträger
- Alexander Alexandrowitsch Alexejew (* 1999), russischer Eishockeyspieler
- Alexander Alexejewitsch Alexejew (1811–1878), russischer Maler
- Alexander Jemeljanowitsch Alexejew (1891–1975), sowjetischer Ingenieur
- Alexander Jurjewitsch Alexejew (Politiker) (* 1946), russischer Politiker und Diplomat
- Alexander Jurjewitsch Alexejew (* 1968), belarussischer Eishockeyspieler, siehe Aljaksandr Aljaksejeu
- Alexander Nikolajewitsch Alexejew (* 1951), russischer Diplomat
- Alexander Wassiljewitsch Alexejew (1938–2020), russischer Dirigent
- Alexander Wjatscheslawowitsch Alexejew (* 1981), russischer Boxer
- Alexandra Wladimirowna Alexejewa (1852–1903), russische Unternehmerin und Mäzenin
- Alexei Alexandrowitsch Alexejew (* 1965), russischer Handballspieler und -trainer
- Anatoli Semjonowitsch Alexejew (1928–2007), sowjetischer Geophysiker
- Andrei Alexejewitsch Alexejew (* 1990), russischer Biathlet
- Andrei Jurjewitsch Alexejew (* 1955), sowjetisch-russischer Prähistoriker und Hochschullehrer
- Anton Alekseev (* 1967), Mathematiker
- Akadi Wladimirowitsch Alexejew (1946–2018), sowjetischer Ozeanograph
- Denis Sergejewitsch Alexejew (* 1987), russischer Leichtathlet
- Denis Wladimirowitsch Alexejew (* 1997), russischer Eishockeyspieler
- Dmitri Alexejew (Maler) (* 1963), russischer Maler
- Dmitri Alexejew (Gewichtheber), russischer Gewichtheber
- Dmitri Fjodorowitsch Alexejew (1902–1974), sowjetischer Generaloberst
- Dmitri Konstantinowitsch Alexejew (* 1947), russischer Pianist
- Dmitri Sergejewitsch Alexejew (* 1966), russischer Rennrodler
- Dmitri Witaljewitsch Alexejew (* 1998), russischer Eishockeyspieler
- Fjodor Jakowlewitsch Alexejew (1753 oder 1754–1824), russischer Maler
- Galina Alexandrowna Alexejewa (1946–2024), sowjetische Wasserspringerin
- Georgi Dmitrijewitsch Alexejew (1881–1951), russisch-sowjetischer Bildhauer
- Igor Alexejew (* 1972), russischer Gewichtheber
- Ilja Jurjewitsch Alexejew (* 1880), russischer Schauspieler
- Irina Nikolajewna Alexejewa (* 2002), russische Turnerin
- Iwan Iwanowitsch Alexejew (1895–1939), sowjetischer Parteifunktionär (KPdSU)
- Jelena Jewgenjewna Alexejewa (* 1990), russische Naturbahnrodlerin
- Jewgeni Iwanowitsch Alexejew (1843–1917), russischer Admiral
- Jewgeni Alexejew (Kanute) (* 1977), kasachischer Kanute
- Jewgeni Wladimirowitsch Alexejew (* 1985), russischer Schachspieler
- Konstantin Sergejewitsch Alexejew (* 1988), russischer Eishockeyspieler
- Konstantin Stepanowitsch Alexejew (1914–1971), sowjetischer Jagdflieger
- Lew Borissowitsch Alexejew (* 1926), sowjetischer Segler
- Lidija Wladimirowna Alexejewa (1924–2014), sowjetische Basketballspielerin und -trainerin
- Ljubow Alexejewa (* 1984), kasachische Eishockeyspielerin
- Ljudmila Michailowna Alexejewa (1927–2018), russische Menschenrechtsaktivistin
- Michail Wassiljewitsch Alexejew (1857–1918), russischer General
- Nikita Felixowitsch Alexejew (* 1953), russischer Künstler und Kunstkritiker
- Nikita Sergejewitsch Alexejew (Eishockeyspieler) (* 1981), russischer Eishockeyspieler
- Nikita Sergejewitsch Alexejew (Fußballspieler) (* 2002), russischer Fußballspieler
- Nikolai Alexejew (Dirigent), russischer Dirigent
- Nikolai Alexandrowitsch Alexejew (Politiker) (1852–1893), russischer Geschäftsmann und Politiker, Bürgermeister von Moskau
- Nikolai Alexandrowitsch Alexejew (Aktivist) (* 1977), russischer Jurist, LGBT-Aktivist und Publizist
- Nikolai Borissowitsch Alexejew (1912–1984), sowjetischer Diplomat
- Nikolai Nikolajewitsch Alexejew (Philosoph) (1879–1964), russischer Jurist und Philosoph
- Nikolai Nikolajewitsch Alexejew (Marschall) (1914–1980), sowjetischer Marschall
- Pawel Konstantinowitsch Alexejew (1889–1939), russisch-sowjetischer Metallurg
- Pjotr Alexejewitsch Alexejew (1893–1937), sowjetischer Politiker (WKP(B), KPdSU)
- Rostislaw Jewgenjewitsch Alexejew (1916–1980), sowjetischer Schiffskonstrukteur
- Semjon Michailowitsch Alexejew (1909–1993), sowjetischer Flugzeugkonstrukteur
- Sergei Sergejewitsch Alexejew (1924–2013), russischer Rechtswissenschaftler und Hochschullehrer
- Serghei Alexeev (* 1986), moldawischer Fußballspieler
- Sofja Alexandrowna Alexejewa (* 2003), russische Freestyle-Skisportlerin
- Swetlana Jurjewna Alexejewa (* 1970), weißrussische Wasserspringerin
- Swetlana Lwowna Alexejewa (* 1955), sowjetische Eistänzerin
- Tatjana Iwanowna Alexejewa (1928–2007), sowjetisch-russische Anthropologin
- Tatjana Petrowna Alexejewa (* 1963), russische Sprinterin
- Wadim Alexejew (* 1970), sowjetisch-israelischer Schwimmer
- Waleri Borissowitsch Alexejew (* 1948), sowjetisch-russischer Mathematiker, Kybernetiker und Hochschullehrer
- Wassili Iwanowitsch Alexejew (1942–2011), sowjetischer Gewichtheber
- Wassili Michailowitsch Alexejew (1881–1951), russischer Sinologe
- Wiktor Iljitsch Alexejew (1914–1977), russisch-sowjetischer Leichtathlet und Leichtathletiktrainer
- Wiktor Petrowitsch Alexejew (* 1956), sowjetischer Ringer
- Wissarion Grigorjewitsch Alexejew (1866–1943), russischer Mathematiker
- Wladimir Michailowitsch Alexejew (1932–1980), russischer Mathematiker
- Wladimir Nikolajewitsch Alexejew (1912–1999), sowjetischer Admiral
- Wladimir Pawlowitsch Alexejew (* 1961), russischer Orientierungsläufer
- Wladimir Stepanowitsch Alexejew (* 1961), russischer General, stellvertretender Leiter des Auslandsnachrichtendienstes GRU